# Anastatus magnoculus
Anastatus magnoculus är en stekelart som beskrevs av Askew 2004. Anastatus magnoculus ingår i släktet Anastatus och familjen hoppglanssteklar. Inga underarter finns listade i Catalogue of Life.